# Les Surprises de la TSF
Pour les articles homonymes, voir So This Is Paris.
Pour plus de détails, voir Fiche technique et Distribution.
Les Surprises de la TSF (So This is Paris) est un film muet américain de Ernst Lubitsch sorti en 1926.
Ce film réalisé en 1926 par Lubitsch dans sa période muette américaine est le remake de La joyeuse prison réalisé en 1917 lors de sa période muette allemande.
Le scénario est tiré d'une pièce Le Réveillon de Henri Meilhac et Ludovic Halévy jouée en 1872. Le canevas servira aux deux auteurs pour réaliser le livret de l'opérette  de Johann Strauss II , Die Fledermaus (en français,La Chauve-Souris)

## Synopsis
Deux couples, les Giraud et les Lallé logent chacun dans deux immeubles vis-à-vis.
Le couple Lallé répète une tragédie orientale et sont tous deux costumés. Maurice est coiffé d'un foulard retenu par un bandeau.
Suzanne Giraud vient d'achever la lecture d'un roman populaire relatant les amours d'un cheik. Songeuse elle va vers la fenêtre et voit dans l'immeuble d'en face la tête d'un homme pouvant être un cheik. À l'arrivée de son mari, le docteur Giraud, habitué aux lubies de sa femme consent à aller à la fenêtre. Oui il y a bien un homme coiffé d'un foulard mais il est torse nu,sans chemise. Outrée elle demande demande à son mari d'aller voir ce monsieur et de le rosser avec sa canne.
Paul se présente chez les Lallé et, surprise, il reconnaît Georgette avec qui il avait eu des relations intimes. Pas question de rosser son mari. Jetant un regard par la fenêtre il voit Suzanne et fait mine de rosser l'individu. Maurice se présente torse nu est se faut réprimander de se présenter ainsi.
De retour dans son appartement Suzanne constate que Paul n'a pas sa canne. Il lui explique qu'il l'a cassée en rossant le voisin d'en face. Embrassades. Il va se reposer dans une pièce voisine.
Maurice se présente et ramène la canne intacte. Suzanne est étonnée de le voir ainsi après avoir été rossé. Elle ne dit mot. Il commence à lui faire la cour. Elle lui rend la canne et lui demande de la ramener lorsqu'elle sera seule.
Paul revient auprès de sa femme qui l'informe qu'une dame Moreau l'a appelé pour aller au chevet de son mari gravement malade. En se rendant à l'adresse indiquée il est arrêté pour excès de vitesse. Il plaide sa bonne foi et le policier le laisse repartir. Moreau est le nom de la brasserie d'où elle a téléphoné. Arrivé sur place il est accueilli par Georgette qui a trouvé ce stratagème pour le rencontrer. Embrassades et franche rigolade. Le policier arrive et constate que pour une femme éplorée elle se conduit très mal. À la suite de vives altercations le policier établit un rapport pour outrages. Paul et Georgette doivent se rendre au Bal des Artistes.
Suzanne cherche dans l'annuaire le numéro de téléphone de Moreau. La personne qui lui répond lui dit que monsieur Moreau est mort. À son retour au domicile conjugal Suzanne lui apprend que monsieur Moreau est décédé. Il a du mal à ne pas éclater de rire et s'en tire par un gros mensonge. Se présente un fonctionnaire qui vient l'aviser qu'il est condamné à trois jours de prison il qu'il doit se présenter rapidement.
Devant aller rejoindre Georgette il revêt son habit de soirée ce qui étonne Suzanne d'être ainsi vêtu pour aller en prison. Il lui rétorque qu'il y a de fortes chances qu'il y rencontre des gens de la Haute Société.
Au départ de Paul Maurice vient voir Suzanne et essaye de l'embrasser. À ce moment se présente un commissaire de police qui enjoint à Maurice, pris comme étant Paul, de le suivre.
Georgette est désolée que Maurice ne puisse l'accompagner au bal celui-ci prétextant qu'il est souffrant. Elle n'est bien entendu pas au courant de la méprise du commissaire.
Pour tromper sa solitude Suzanne écoute la TSF qui retransmet en direct le Bal des Artistes. Le speaker annonce que le concours de charleston a été remporté par Paul Giraud et Georgette Lallé. Paul est complètement ivre et laisse Georgette avec son nouvel amant. Durant ce temps Suzanne s'est rendue au Bal et, masquée, elle aguiche Paul qui la prend pour une cocotte. Elle lui propose de venir chez elle. Dégrisé il constate que c'est en réalité son épouse. Elle décrète que dorénavant c'est elle qui portera la culotte dans le ménage.
Georgette rentre chez elle et trouve un télégramme de Maurice qui lui annonce que le docteur lui a ordonné une cure de trois jours en sanatorium. Georgette s'empresse de téléphoner à son nouvel amant.
La servante du couple Giraud apporte la gazette du jour qui en titre annonce l'arrestation du docteur :Arrestation du Docteur Giraud. Des adieux touchants. Madame Giraud défaille quand le docteur est emmené en prison. Un policier témoin d'une scène déchirante
Le docteur ne sait pas que Maurice a été incarcéré à sa place et déclare à Suzanne Ca prouve qu'on ne peut pas faire confiance aux journalistes.
Moralité : quand vous êtes derrière une fenêtre mettez une chemise.

## Fiche technique

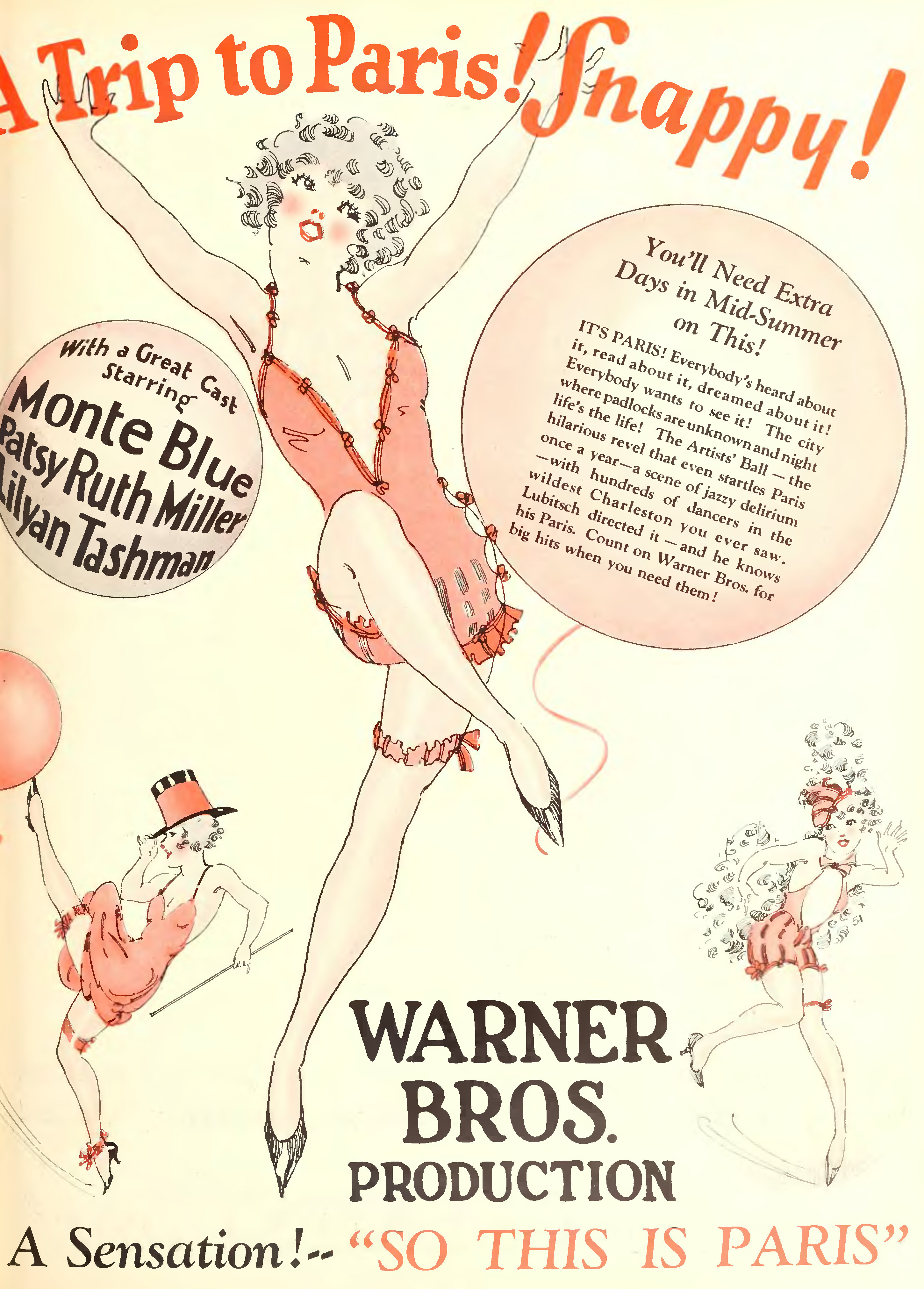
Annonce pour le film dans Motion Picture News en 1926.

- Titre français : Les Surprises de la TSF
- Titre original : So This Is Paris
- Société de production : Warner Bros
- Réalisation : Ernst Lubitsch
- Scénario : Hanns Kräly d'après la pièce Le Reveillon d'Henri Meilhac et Ludovic Halévy
- Intertitres : Rob Wagner et Robert E. Hopkins
- Photographie : John J. Mescall
- Production : Darryl F. Zanuck
- Société de production et de distribution : Warner Bros
- Pays : américain
- Langue : anglais
- Genre : Comédie américaine
- Format : Noir et blanc - 35 mm - 1,33:1 - film muet
- Durée : 60 minutes
- Date de sortie : 
  - États-Unis : 31 juillet 1926
- Affiche : René Péron (France)

## Distribution
- Monte Blue : Docteur Giraud
- Patsy Ruth Miller : Sa femme Suzanne
- André Beranger : Maurice Lallé
- Lilyan Tashman : Sa femme Georgette
- Myrna Loy (non créditée) : servante

## Source
- Visionnage du film en juillet 2011 sur la chaîne de télévision TCM